# Chauncey (Georgia)
Chauncey es un pueblo ubicado en el condado de Dodge en el estado estadounidense de Georgia. En el censo de 2000, su población era de 295.

## Demografía
En el 2000 la renta per cápita promedia del hogar era de $26,818, y el ingreso promedio para una familia era de $29,500. El ingreso per cápita para la localidad era de $12,600. Los hombres tenían un ingreso per cápita de $22,813 contra $20,625 para las mujeres.

## Geografía
Chauncey se encuentra ubicado en las coordenadas 32°6′18″N 83°3′58″O / 32.10500, -83.06611 (32.104972, -83.065991).
Según la Oficina del Censo, la localidad tiene un área total de 4,5 km² (1,7 mi²), de la cual 4,5 km² (1,7 mi²) es tierra y 0 km² (0 mi²) (0.00%) es agua.